# Sergueï Prissekine
Sergueï Nikolaïevitch Prissekine (en russe : Сергей Николаевич Присекин) est un peintre soviétique et russe né à Moscou le 12 décembre 1958 et décédé dans la même ville le 29 octobre 2015. Il puise dans l'histoire ses principaux sujets d'inspiration et réalise principalement de vastes tableaux ou des panoramas représentant des batailles du passé ou des portraits de personnages historiques (Catherine II de Russie) ou contemporains (portrait équestre de la reine Élisabeth II). Prissekine était membre de l'Union d'artistes peintres de l'URSS. Aujourd'hui, il est membre de l'Académie des beaux-arts de la fédération de Russie.

## Distinctions
- Prix du Komsomol (1985)
- Peintre du peuple de la fédération de Russie
- Ordre du Mérite pour la Patrie (2000)
- Ordre de Saint-Serge de Radonège
- Ordre de Saint-Alexandre Nevski